# 26947 Angelawang
26947 Angelawang è un asteroide della fascia principale. Scoperto nel 1997, presenta un'orbita caratterizzata da un semiasse maggiore pari a 2,3348805 UA e da un'eccentricità di 0,1713185, inclinata di 3,14963° rispetto all'eclittica.